# Aleksandr Aleksandrovič Bessmertnych
Aleksandr Aleksandrovič Bessmertnych (in russo Алекса́ндр Алекса́ндрович Бессме́ртных?; Bijsk, 10 novembre 1933) è un politico e diplomatico russo, in passato sovietico.

## Biografia
Nato a Bijsk nel 1933, è il primo di quattro figli, e rimane orfano di padre a dieci anni.
Si specializza in relazioni internazionali all'Istituto Statale di Mosca e si laurea in giurisprudenza nel 1957. Successivamente lavora come traduttore per il Consiglio di sicurezza delle Nazioni Unite a New York. È stato vice-ambasciatore sovietico a Washington, tenendo colloqui con i presidenti Richard Nixon, Gerald Ford, Jimmy Carter, Ronald Reagan e George W. Bush.
Ha sempre lavorato nella diplomazia sovietica tanto che nel dicembre 1990 venne nominato ministro degli esteri da Michail Gorbačëv; nell'agosto del 1991 venne però costretto a rinunciare alla carica poiché, anche se non si era schierato apertamente con i golpisti, si era rifiutato di condannarli.

### Vita privata
È sposato con Marina Vladimirovna e assieme hanno un figlio ed una figlia. Vivono a Mosca.